# Chabarovskbrug

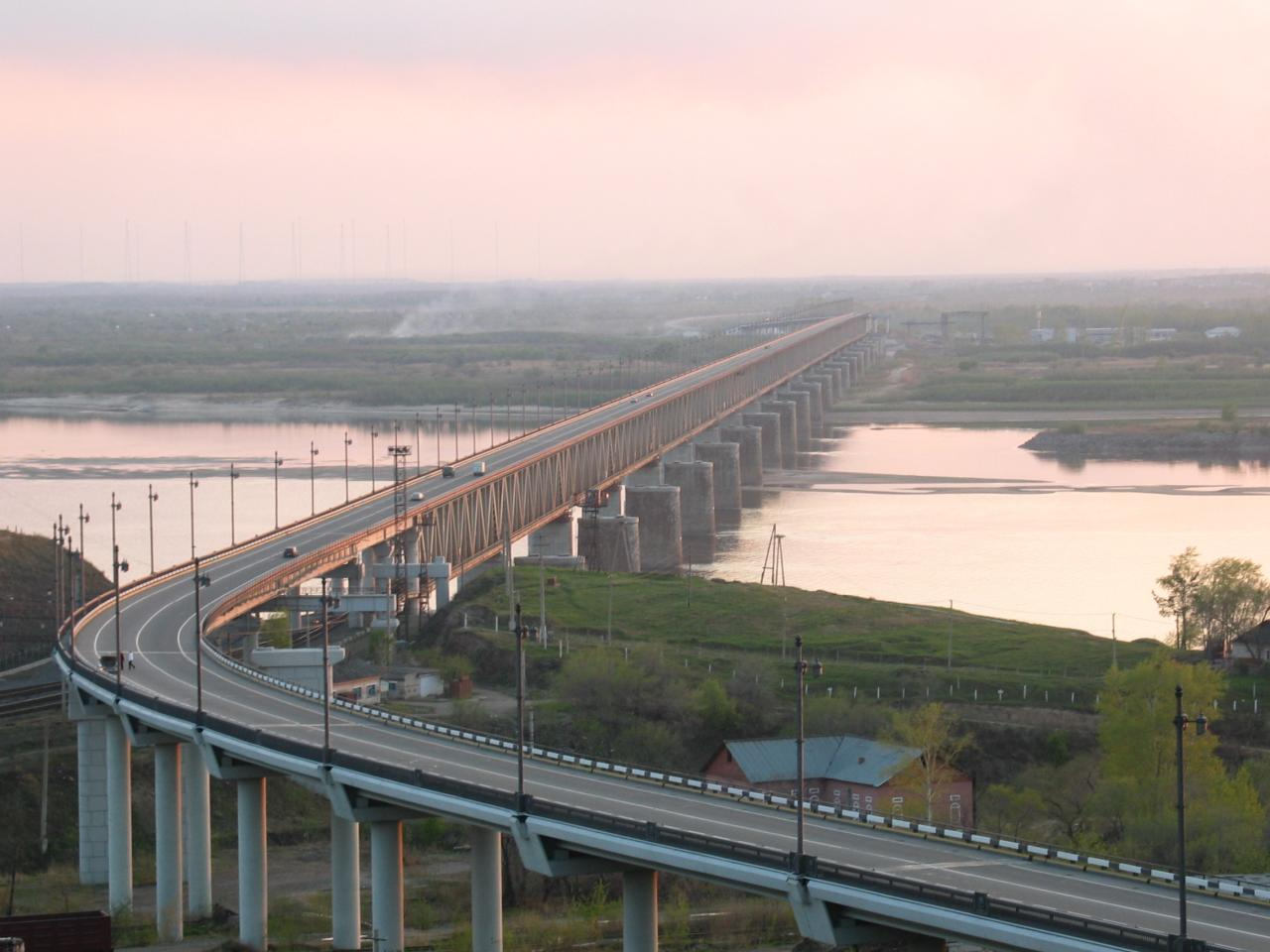
De brug zoals deze er nu bijligt

De Chabarovskbrug, Amoerbrug of Aleksejevski-brug (Russisch: Амурский мост; Amoerski most; 'Amoerbrug') is een spoorbrug over de rivier de Amoer tussen de Russische stad Chabarovsk en de Joodse Autonome Oblast. Het is met 2590 meter de langste brug van de trans-Siberische spoorweg. Na de voltooiing bleef het een aantal decennia de langste brug in Rusland, de Sovjet-Unie en Eurazië.
De brug werd gebouwd onder leiding van brugbouwer Lavr Proskoerjakov. De bouw begon op 12 augustus 1913. De brug was begroot op 13.500.000 Russische roebel en moest binnen 26 maanden klaar zijn. Een jaar na de start van de bouw brak echter de Eerste Wereldoorlog uit, waarin Rusland ook betrokken werd. Omdat de overspanningen werden gemaakt in Warschau, moesten ze naar Chabarovsk worden vervoerd per schip via het Suezkanaal en over de Indische Oceaan. Hier waren de Russische schepen makkelijke prooien voor de Duitse kruisers en U-boten. Daardoor werd de brug pas later voltooid en geopend op 5 oktober 1916. De brug werd vernoemd naar tsarevitsj Aleksej (Aleksejevski).
Vijf jaar later, op 5 april 1920 tijdens de Russische Burgeroorlog, werden twee van de 18 overspanningen opgeblazen door het Rode Leger dat zich terug trok voor het Japans Keizerlijk Leger. De brug werd gerepareerd na de oorlog in 1925 en bleef in functie tot 1999, toen deze werd gerenoveerd. Iets eerder in dat jaar kwam een tweede brug over de Amoer bij Chabarovsk gereed.